# Topoisomeras IIβ

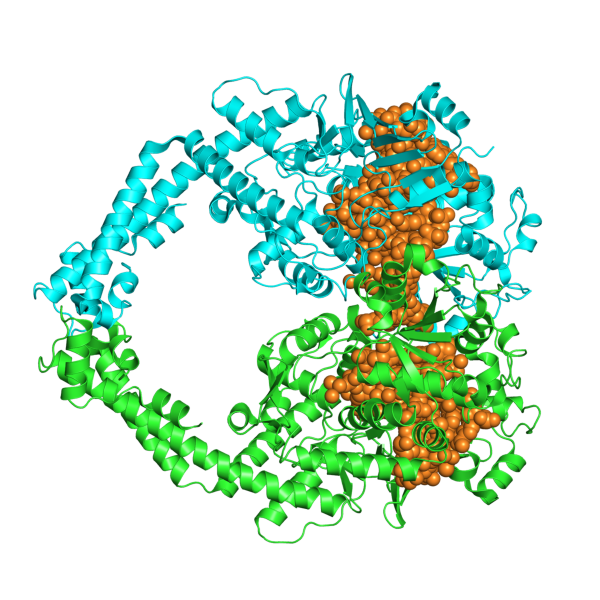
Topoisomeras IIβ.

Topoisomeras IIβ är ett enzym av typen topoisomeras typ II. Hos människor kodas topoisomeras IIβ av genen TOP2B.